# Relaciones Andorra-Reino Unido
Las relaciones Andorra-Reino Unido son las relaciones diplomáticas entre el Principado de Andorra y el Reino Unido de Gran Bretaña e Irlanda del Norte.

## Descripción general
El Principado de Andorra mantiene relaciones diplomáticas oficiales con el Reino Unido de Gran Bretaña e Irlanda del Norte, que se establecieron el 9 de marzo de 1994.
Los ciudadanos del Reino Unido y los ciudadanos de Andorra tienen libertad de movimiento entre países.

## Misiones diplomáticas
- Andorra no está representada en el Reino Unido, tanto a nivel de embajada como consular. Las oficinas de la Cancillería de Andorra ubicadas en Andorra la Vieja son las encargadas de las relaciones con el Reino Unido.
- El Reino Unido no está representado en Andorra a nivel de embajadas. El Reino Unido está representado en Andorra a nivel consular a través de un consulado oficial que tiene en Andorra la Vieja, la capital del país.[2] El Reino Unido creó en Andorra la embajada que tiene en Madrid, la cercana capital española.